# Campeonato Europeu de Halterofilismo de 1995
O Campeonato Europeu de Halterofilismo de 1995 foi a 74ª edição do campeonato, sendo organizado pela Federação Europeia de Halterofilismo, em Varsóvia, na Polónia, entre 2 a 7 de maio de 1995. Foram disputadas 10 categorias com a presença de 180 halterofilistas de 32 nacionalidades. Também ocorreu a 8ª edição do Campeonato Europeu de Halterofilismo feminino, sendo organizado pela Federação Europeia de Halterofilismo, em Bersebá em Israel. A edição feminina contou com nove categorias.

## Medalhistas

### Masculino
| Evento                     | Ouro                           | Ouro              | Prata                              | Prata             | Bronze                            | Bronze            |
| Mosca (até 54 kg)          | Mosca (até 54 kg)              | Mosca (até 54 kg) | Mosca (até 54 kg)                  | Mosca (até 54 kg) | Mosca (até 54 kg)                 | Mosca (até 54 kg) |
| -------------------------- | ------------------------------ | ----------------- | ---------------------------------- | ----------------- | --------------------------------- | ----------------- |
| Arranque                   | Halil Mutlu · Turquia          | 130,0 kg          | Ivan Ivanov · Bulgária             | 120,0 kg          | Stefan Georgiev · Bulgária        | 110,0 kg          |
| Arremesso                  | Ivan Ivanov · Bulgária         | 157,5 kg          | Halil Mutlu · Turquia              | 155,0 kg          | Stefan Georgiev · Bulgária        | 145,0 kg          |
| Total                      | Halil Mutlu · Turquia          | 285,0 kg          | Ivan Ivanov · Bulgária             | 277,5 kg          | Stefan Georgiev · Bulgária        | 260,0 kg          |
| Galo (até 59 kg)           |                                |                   |                                    |                   |                                   |                   |
| Arranque                   | Sevdalin Minchev · Bulgária    | 137,5 kg          | Nikolay Peshalov · Bulgária        | 135,0 kg          | Hafiz Suleymanoglu · Turquia      | 135,0 kg          |
| Arremesso                  | Nikolay Peshalov · Bulgária    | 170,0 kg          | Sevdalin Minchev · Bulgária        | 165,0 kg          | Hafiz Suleymanoglu · Turquia      | 162,5 kg          |
| Total                      | Nikolay Peshalov · Bulgária    | 305,0 kg          | Sevdalin Minchev · Bulgária        | 302.5 kg          | Hafiz Suleymanoglu · Turquia      | 297,5 kg          |
| Pena (até 64kg)            |                                |                   |                                    |                   |                                   |                   |
| Arranque                   | Petar Petrov · Bulgária        | 145,0 kg          | Naim Suleymanoglu · Turquia        | 142,5 kg          | Valerios Leonidis · Grécia        | 140,0 kg          |
| Arremesso                  | Naim Suleymanoglu · Turquia    | 182,5 kg          | Valerios Leonidis · Grécia         | 182,5 kg          | Giorgios Tzelilis · Grécia        | 170,0 kg          |
| Total                      | Naim Suleymanoglu · Turquia    | 325,0 kg          | Valerios Leonidis · Grécia         | 322,5 kg          | Petar Petrov · Bulgária           | 310,0 kg          |
| Leve (até 70 kg)           |                                |                   |                                    |                   |                                   |                   |
| Arranque                   | Fedail Guler · Turquia         | 157,5 kg          | Waldemar Kosinski · Polónia        | 157,5 kg          | Radostin Dimitrov · Bulgária      | 155,0 kg          |
| Arremesso                  | Fedail Guler · Turquia         | 192,5 kg          | Attila Feri · Hungria              | 190,0 kg          | Waldemar Kosinski · Polónia       | 187,5 kg          |
| Total                      | Fedail Guler · Turquia         | 350,0 kg          | Waldemar Kosinski · Polónia        | 345,0 kg          | Attila Feri · Hungria             | 340,0 kg          |
| Médio (até 76 kg)          |                                |                   |                                    |                   |                                   |                   |
| Arranque                   | Leonid Lobachev · Bielorrússia | 162,5 kg          | Andrzej Kozlowski · Polónia        | 160,0 kg          | Khachatur Kyapanaktsyan · Armênia | 160,0 kg          |
| Arremesso                  | Andrzej Kozlowski · Polónia    | 200,0 kg          | Khachatur Kyapanaktsyan · Armênia  | 192,5 kg          | Miroslaw Chlebosz · Polónia       | 190,0 kg          |
| Total                      | Andrzej Kozlowski · Polónia    | 360,0 kg          | Khachatur Kyapanaktsyan · Armênia  | 352,5 kg          | Hovhannes Barseghyan · Armênia    | 350,0 kg          |
| Pesado-ligeiro (até 83 kg) |                                |                   |                                    |                   |                                   |                   |
| Arranque                   | Pyrros Dimas · Grécia          | 177,5 kg          | Andrzej Cofalik · Polónia          | 167,5 kg          | Oleksandr Blyshchyk · Ucrânia     | 167,5 kg          |
| Arremesso                  | Pyrros Dimas · Grécia          | 210,0 kg          | Andrzej Cofalik · Polónia          | 205,0 kg          | Bidzina Mikiashvili · Geórgia     | 205,0 kg          |
| Total                      | Pyrros Dimas · Grécia          | 387,5 kg          | Andrzej Cofalik · Polónia          | 372,5 kg          | Dursun Sevinc · Turquia           | 365,0 kg          |
| Meio-pesado (até 91 kg)    |                                |                   |                                    |                   |                                   |                   |
| Arranque                   | Akakios Kakiasvilis · Grécia   | 180,0 kg          | Plamen Bratoychev · Bulgária       | 177,5 kg          | Aleksander Karapetyan · Armênia   | 172,5 kg          |
| Arremesso                  | Akakios Kakiasvilis · Grécia   | 227,5 kg          | Leonidas Kokas · Grécia            | 212,5 kg          | Sunay Bulut · Turquia             | 212,5 kg          |
| Total                      | Akakios Kakiasvilis · Grécia   | 407,5 kg          | Plamen Bratoychev · Bulgária       | 387,5 kg          | Aleksander Karapetyan · Armênia   | 382,5 kg          |
| Pesado I (até 99 kg)       |                                |                   |                                    |                   |                                   |                   |
| Arranque                   | Denys Hotfrid · Ucrânia        | 180,0 kg          | Vladimir Yemelyanov · Bielorrússia | 177,5 kg          | Aghvan Grigoryan · Armênia        | 175,0 kg          |
| Arremesso                  | Dimitri Smirnov · Rússia       | 220,0 kg          | Oleg Chiritso · Bielorrússia       | 220,0 kg          | Krzysztof Zawadki · Polónia       | 220,0 kg          |
| Total                      | Oleg Chiritso · Bielorrússia   | 395,0 kg          | Denys Hotfrid · Ucrânia            | 395,0 kg          | Krzysztof Zawadki · Polónia       | 392,5 kg          |
| Pesado II (até 108 kg)     |                                |                   |                                    |                   |                                   |                   |
| Arranque                   | Sergey Syrtsov · Rússia        | 185,0 kg          | Mukhran Gogia · Geórgia            | 180,0 kg          | Ara Vardanyan · Armênia           | 180,0 kg          |
| Arremesso                  | Daruisz Osuch · Polónia        | 227,5 kg          | Sergey Syrtsov · Rússia            | 225,0 kg          | Sergey Flerko · Rússia            | 222,5 kg          |
| Total                      | Sergey Syrtsov · Rússia        | 410&,0 kg         | Daruisz Osuch · Polónia            | 400,0 kg          | Sergey Flerko · Rússia            | 400,0 kg          |
| Superpesado (+ 108 kg)     |                                |                   |                                    |                   |                                   |                   |
| Arranque                   | Andrei Chemerkin · Rússia      | 190,0 kg          | Erdinç Arslan · Turquia            | 185,0 kg          | Pavlos Saltsidis · Grécia         | 182,5 kg          |
| Arremesso                  | Andrei Chemerkin · Rússia      | 252,5 kg          | Manfred Nerlinger · Alemanha       | 235,0 kg          | Alexei Krusevich · Bielorrússia   | 232,5 kg          |
| Total                      | Andrei Chemerkin · Rússia      | 442,5 kg          | Manfred Nerlinger · Alemanha       | 417,5 kg          | Pavlos Saltsidis · Grécia         | 412,5 kg          |

### Feminino
| Evento  | Ouro                        | Ouro     | Prata                             | Prata    | Bronze                       | Bronze   |
| ------- | --------------------------- | -------- | --------------------------------- | -------- | ---------------------------- | -------- |
| 46 kg   | Donka Mincheva · Bulgária   | 147,5 kg | Blanca Fernández García · Espanha | 145,0 kg | Liubov Averianova · Rússia   | 142,5 kg |
| 50 kg   | Anna Strumbu · Grécia       | 162,5 kg | Csilla Földi · Hungria            | 160,0 kg | Stéphanie Machefaux · França | 150,0 kg |
| 54 kg   | Neli Yankova · Bulgária     | 172,5 kg | Konstantina Misirlí · Grécia      | 165,0 kg | Marina Kartashova · Rússia   | 162,5 kg |
| 59 kg   | María Jristoforidu · Grécia | 200,0 kg | Tatiana Tezikova · Rússia         | 185,0 kg | Jristina Ioannidi · Grécia   | 172,5 kg |
| 64 kg   | Bénédicte Comblez · França  | 192,5 kg | Erzsébet Márkus · Hungria         | 192,5 kg | Svetlana Jabirova · Rússia   | 190,0 kg |
| 70 kg   | Irina Kasimova · Rússia     | 210,0 kg | Aigul Gafarova · Rússia           | 200,0 kg | María Tatsi · Grécia         | 197,5 kg |
| 76 kg   | Albina Jomich · Rússia      | 225,0 kg | Mária Takács · Hungria            | 217,5 kg | Panayota Antonopulu · Grécia | 215,0 kg |
| 83 kg   | Ala Fiodorova · Rússia      | 212,5 kg | Monique Riesterer · Alemanha      | 210,0 kg | Mary Line · França           | 205,0 kg |
| + 83 kg | Myrtle Augee · Reino Unido  | 215,0 kg | Veronika Tóbiás · Hungria         | 212,5 kg | Erika Takács · Hungria       | 210,0 kg |

## Quadro de medalhas
Quadro de medalhas no total combinado
| Ordem | País         | Medalha de ouro | Medalha de prata | Medalha de bronze | Total |
| ----- | ------------ | --------------- | ---------------- | ----------------- | ----- |
| 1     | Rússia       | 5               | 2                | 4                 | 11    |
| 2     | Grécia       | 4               | 2                | 4                 | 10    |
| 3     | Bulgária     | 3               | 3                | 2                 | 8     |
| 4     | Turquia      | 3               | 0                | 2                 | 5     |
| 5     | Polónia      | 1               | 3                | 1                 | 5     |
| 6     | França       | 1               | 0                | 2                 | 3     |
| 7     | Bielorrússia | 1               | 0                | 0                 | 1     |
| 7     | Reino Unido  | 1               | 0                | 0                 | 1     |
| 9     | Hungria      | 0               | 4                | 2                 | 6     |
| 10    | Alemanha     | 0               | 2                | 0                 | 2     |
| 11    | Armênia      | 0               | 1                | 2                 | 3     |
| 12    | Espanha      | 0               | 1                | 0                 | 1     |
| 12    | Ucrânia      | 0               | 1                | 0                 | 1     |
| Total | Total        | 19              | 19               | 19                | 57    |